# Le Banquet d'Auteuil

Le Banquet d'Auteuil est une comédie de Jean-Marie Besset publiée en 2011 et créée en 2014 au Théâtre des 13 vents du Centre dramatique national de Montpellier. Sous-titrée Sexe, amour, art, argent entre grands hommes et jeunes gens en 1670 au printemps et présentée par François Regnault comme une «fiction historique», elle développe très librement une célèbre page de La Vie de M. de Molière de Grimarest, dans laquelle le biographe relate, sur la foi du témoignage de Michel Baron, une soirée de «débauche» que Chapelle, ami intime de Molière, aurait organisée dans la maison de ce dernier à Auteuil et à laquelle participaient Jean-Baptiste Lully et deux membres de la maison de Monsieur, frère de Louis XIV : Alexis de Sainte-Maure, marquis de Jonzac, et François Du Prat, chevalier de Nantouillet.